# 烽上王

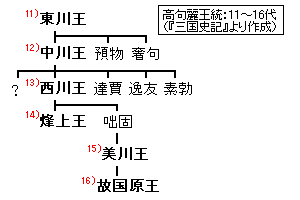
三国史记中的高句丽世系

烽上王（？—300年），高句丽第14任君王，名相夫、歃矢娄，292年-300年在位。
293年八月，慕容部首领慕容廆率军攻打高句丽，烽上王狼狈奔逃，手下五百骑死战抵挡了慕容廆的追兵。
由于担心其弟高咄固与他争权，烽上王将其弟逼死。其弟的儿子乙弗逃走，后来成为美川王。
296年，慕容廆再次攻打高句丽，西川王（西壤王）的陵墓被挖，并掳去烽上王的生母。但后来被高句丽击退。
烽上王在位期间，干旱、地震、霜降等异常气候导致了百姓生活困顿不堪，烽上王在外有鲜卑慕容家族崛起的忧患之下，还加修宫殿等严重的奢侈行为。且不听贤臣进谏，为了维护君王的威严，还把百姓抓来充当劳役。
高句丽名臣仓助利等众大臣一起商议废除君主，推举了烽上王的侄子乙弗，辅佐他做了美川王。
烽上王知道民心的离背后自杀身亡。
| 前任： 西川王 | 高句丽君主 292年-300年 | 繼任： 美川王 |